# ヨナス・オムリン
ヨナス・オムリン（Jonas Omlin、1994年1月10日 - ）は、スイス・ザルネン出身のサッカー選手。ブンデスリーガ・ボルシア・メンヒェングラートバッハ所属。スイス代表。ポジションはゴールキーパー。

## 経歴

### クラブ
2012-13シーズンに、スイスの3部リーグにあたるプロモーションリーグに所属していたSCクリーンスでキャリアをスタートさせた。
2018年6月22日、FCバーゼルに移籍した。
2020年8月12日、モンペリエHSCに移籍した。
2023年1月19日、ヤン・ゾマーがFCバイエルン・ミュンヘンに移籍したことにより、その後釜としてボルシア・メンヒェングラートバッハに2027年6月までの契約で移籍した。

### 代表
2020年10月7日、クロアチア代表との親善試合でスイス代表での初出場を記録した。2021年6月には、UEFA EURO 2020に臨むスイス代表に選出されたが、大会期間中の負傷によってグレゴール・コベルと入れ替わる形で帰国した。

## 代表歴

### 出場大会
- スイス代表
  - 2022 FIFAワールドカップ

### 試合数
- 国際Aマッチ 4試合 0得点（2020年-2022年）[6]

| スイス代表 | 国際Aマッチ | 国際Aマッチ |
| 年         | 出場        | 得点        |
| ---------- | ----------- | ----------- |
| 2020       | 1           | 0           |
| 2021       | 1           | 0           |
| 2022       | 2           | 0           |
| 通算       | 4           | 0           |